# Cante Alentejano
Cante Alentejano (śpiew z Alentejo) – tradycyjny śpiew polifoniczny z Portugalii, wpisany na listę niematerialnego dziedzictwa ludzkości UNESCO 27 listopada 2014 r.

## Charakterystyka
Pieśni z Alentejo to oryginalny, portugalski gatunek muzyczny. Jego źródeł upatruje się w skrzyżowaniu wpływów arabskich i śródziemnomorskich. Wyróżniają się charakterystyczną linią melodyczną, tekstem i stylem wokalnym. Pieśni są wykonywane przez zespoły chóralne mężczyzn lub kobiet (nigdy nie są one mieszane), bez akompaniamentu instrumentów (a cappella). Chór może liczyć do trzydziestu osób i jest podzielony na mniejsze zespoły.  
Najpierw solista (ponto) intonuje pieśń jest w niskiej tonacji, później wchodzi wyższy głos (alt), często z dodaniem ozdobników, a następnie rozbrzmiewa cały chór, śpiewając pozostałe strofy w równoległych tercjach. Alt dominuje nad chórem w trakcie wykonywania całej pieśni. Bogaty repertuar tradycyjnych poematów wykonywany jest według dawnych lub na nowo skomponowanych melodii. Zwrotki mogą być wielokrotnie powtarzane. 
Pieśni alenteżańskie opisują trudy wiejskiego życia, naturę, miłość, macierzyństwo, a także zmiany kulturowo-społeczne, nostalgię i tęsknotę za rodzinnym domem. W czasie dyktatury Salazara zabraniano ich wykonywania kobietom. 
W celu zachowania pamięci o śpiewie alenteżańskim utworzono Museo do Cante, które prowadzi inwentaryzację pieśni, gromadzi nagrania oraz wszelkie dokumenty związane z Cante Alentejano i dba o popularyzację śpiewu w kolejnych pokoleniach.